# PEC in het seizoen 1918/19
Het seizoen 1918/1919 was het 9e jaar in het bestaan van de Zwolse voetbalclub PEC. De club kwam uit in de Tweede Klasse Oost B.

## Wedstrijdstatistieken

### Tweede Klasse B
| H.V.V. Hengelo                                           |                                                        |               |                                                     |
|                                                          | PEC                                                    | 0 – 0         | HVV Hengelo                                         |
| 6 april 1919 Plaats: Zwolle Het Bleekien                 |                                                        |               |                                                     |
|                                                          | HVV Hengelo                                            | 0 – 0         | PEC                                                 |
| 27 oktober 1918 Plaats: Hengelo Sportpark De Waarbeek    |                                                        |               |                                                     |
| A.V.C. Heracles                                          |                                                        |               |                                                     |
|                                                          | PEC                                                    | 0 – 1 (0 – 0) | A.V.C. Heracles                                     |
| 29 september 1918 Plaats: Zwolle Het Bleekien            |                                                        |               | (pen) Barten                                        |
|                                                          | A.V.C. Heracles                                        | 0 – 1 (0 – 0) | PEC                                                 |
| 1 december 1918 Plaats: Almelo Bornsestraat              |                                                        |               |                                                     |
| Enschedese Boys                                          |                                                        |               |                                                     |
|                                                          | PEC                                                    | 2 – 0 (0 – 0) | Enschedese Boys                                     |
| 20 oktober 1918 Plaats: Zwolle Het Bleekien              |                                                        |               |                                                     |
|                                                          | Enschedese Boys                                        | 1 – 1 (0 – 0) | PEC                                                 |
| 22 december 1918 Plaats: Enschede Volkspark              |                                                        |               | 80'                                                 |
| Doetinchem                                               |                                                        |               |                                                     |
|                                                          | PEC                                                    | 5 – 2 (2 – 2) | VV Doetinchem                                       |
| 13 april 1919 Plaats: Zwolle Het Bleekien                |                                                        |               |                                                     |
|                                                          | VV Doetinchem                                          | 1 – 2 (0 – 1) | PEC                                                 |
| 13 oktober 1918 Plaats: Doetinchem Sportpark Doetinchem  |                                                        |               | 30' 75'                                             |
| AGOVV                                                    |                                                        |               |                                                     |
|                                                          | PEC                                                    | 5 – 0 (1 – 0) | AGOVV                                               |
| 22 september 1918 Plaats: Zwolle Het Bleekien            | Jopie Langenkamp 30' Jopie Langenkamp 48' Arie Planken |               |                                                     |
|                                                          | AGOVV                                                  | 0 – 4 (0 – 3) | PEC                                                 |
| 23 maart 1919 Plaats: Zwolle Het Bleekien                |                                                        |               | Jopie Langenkamp de Groot Joop van de Bos van Buren |
| Daventria                                                |                                                        |               |                                                     |
|                                                          | PEC                                                    | 8 – 0 (2 – 0) | VV Daventria                                        |
| 8 december 1918 Plaats: Zwolle Het Bleekien              | de Groot                                               |               |                                                     |
|                                                          | VV Daventria                                           | 1 – 7 (1 – 2) | PEC                                                 |
| 6 oktober 1918 Plaats: Deventer Sportpark Daventria      | 35'                                                    |               | (pen)                                               |
| Rigtersbleek                                             |                                                        |               |                                                     |
|                                                          | PEC                                                    | 2 – 1 (0 – 0) | vv Rigtersbleek                                     |
| 2 maart 1919 Plaats: Zwolle Het Bleekien                 | (pen)                                                  |               | Wevers                                              |
|                                                          | vv Rigtersbleek                                        | 0 – 3 (0 – ?) | PEC                                                 |
| 17 november 1918 Plaats: Enschede Sportpark Rigtersbleek |                                                        |               |                                                     |

## Statistieken PEC 1918/1919

### Eindstand PEC in de Nederlandse Tweede Klasse 1918 / 1919
| Stand | Gespeeld | Gewonnen | Gelijk | Verloren | Punten | Doelpunten voor | Doelpunten tegen |
| ----- | -------- | -------- | ------ | -------- | ------ | --------------- | ---------------- |
| 2e    | 14       | 10       | 3      | 1        | 23     | 40              | 7                |

### Punten per tegenstander
|       | HVV Hengelo | A.V.C. Heracles | Enschedese Boys | Doetinchem | AGOVV | Daventria | Rigtersbleek |
| ----- | ----------- | --------------- | --------------- | ---------- | ----- | --------- | ------------ |
| Thuis | 1           | 0               | 2               | 2          | 2     | 2         | 2            |
| Uit   | 1           | 2               | 1               | 2          | 2     | 2         | 2            |

### Doelpunten per tegenstander
|       | H.V.V. Hengelo | A.V.C. Heracles | Enschedese Boys | Doetinchem | AGOVV | Daventria | Rigtersbleek | Totaal |
| ----- | -------------- | --------------- | --------------- | ---------- | ----- | --------- | ------------ | ------ |
| Thuis | 0              | 0               | 2               | 5          | 5     | 8         | 2            | 22     |
| Uit   | 0              | 1               | 1               | 2          | 4     | 7         | 3            | 18     |
|       |                |                 |                 |            |       |           |              | 40     |